# 25
Cette page concerne l'année 25  du calendrier julien. Pour l'année 25 av. J.-C., voir 25 av. J.-C. Pour le nombre 25, voir 25 (nombre).
Pour l’article homonyme, voir 25 (homonymie).
L'année 25 est une année commune qui commence un lundi.

## Événements
- Les « Sourcils Rouges », mécontents de la politique inefficace de l'usurpateur Genshi, de son nom personnel Liu Xuan, marchent sur Chang'an et la livrent au pillage. Liu Xuan est étranglé. Liu Xiu, homme adroit et énergique se proclame empereur sous le nom de Guangwudi.
- 5 août : début du règne du nouvel empereur de Chine Guangwudi (fin en 57), descendant de la famille Liu, avec son règne débute la restauration de la seconde dynastie Han en Chine (fin en 222)[1]
- 27 novembre : Guangwudi entre à Luoyang où il transfère la capitale[1].

- Rome : Séjan demande la main de Livilla, veuve de Drusus, fils de Tibère ; l'empereur refuse[2].

## Décès en 25
- Aulus Cremutius Cordus, sénateur romain[2].
- Antonia Major (décès probable), fille aînée de Marc-Antoine et d'Octavie.